# Pavel Novák (politik)
Pavel Novák (26. února 1943 Olomouc – 3. května 1997 Jihlava) byl český předlistopadový disident z Jihlavy, po sametové revoluci politik a 1. místopředseda ČSSD a československý poslanec Sněmovny národů Federálního shromáždění.

## Biografie
V roce 1966 absolvoval Vysokou školu ekonomickou v Praze a nastoupil jako ekonom na podnikové ředitelství Drogerie Jihlava.
Během pražského jara v roce 1968 byl předsedou Klubu angažovaných nestraníků v Jihlavě. Za normalizace se zapojil do opozičních aktivit. Původní profesí byl ekonom. V 70. letech se uvádí jako dělník, bytem Jihlava. V dubnu 1973 vyhotovil na psacím stroji letáky proti vládnoucímu režimu a rozšiřoval je. V dubnu 1978 byl spolu se svým spolupracovníkem Josefem Brichtou zadržen policií, obviněn z trestného činu podvracení republiky a vazebně držen v Brně-Bohunicích. O věci informoval Výbor na obranu nespravedlivě stíhaných, který se pozastavil nad faktem, že zadržení nastalo pět let po spáchání údajného trestného činu. Podle jiného zdroje mělo jejich zatčení souvislost s rozšiřováním materiálů Charty 77. Prokurátor jim navrhl 18 měsíců odnětí svobody, Soud je odsoudil na osm měsíců. Po odvolání prokuratury zvýšil krajský soud tresty na 13 měsíců. I pak byl aktivní v disentu. V roce 1986 se podílel na činnosti Diskuzního klubu, který založila Božena Komárková z Brna a který pořádal bytové diskuzní semináře. Překládal zahraniční zakázanou literaturu. V roce 1988 patřil mezi signatáře Hnutí za občanskou svobodu. V červenci 1989 se účastnil protestního pochodu z Havlíčkova Brodu do Borové, který k 133. výročí úmrtí Karla Havlíčka Borovského pořádalo sdružení Havlíčkova mládež. V srpnu 1989 se u něj v bytě konala schůzka zástupců jednotlivých opozičních sdružení v Jihlavě, kde se dohodli na koordinaci svých aktivit. 9. listopadu 1989 pak byly vyjasněny neshody mezi Hnutím za občanskou svobodu a klubem Obroda. Jihlava měla být jediným místem v Československu, kde k takovéto střechové dohodě došlo.
V roce 1989 byl jedním z předáků Občanského fóra na Jihlavsku. Po revoluci se stal přednostou okresního úřadu Jihlava. Tuto funkci zastával od roku 1990 do roku 1993. Podílel se na obnově sociálně demokratické strany v Československu. V rámci ČSSD patřil ke křídlu disidentů s předlistopadovou opoziční zkušeností. Ve volbách roku 1992 byl zvolen za ČSSD do české části Sněmovny národů (volební obvod Jihomoravský kraj). Ve Federálním shromáždění setrval do zániku Československa v prosinci 1992.
V letech 1992–1993 představoval v rámci ČSSD centristické křídlo, které mělo podporu exilové ČSSD a které se snažilo vyvažovat pnutí mezi křídlem Miloše Zemana a takzvaným rakovnickým křídlem okolo Jiřího Paroubka. Byl členem předsednictva ČSSD. Na sjezdu ČSSD v Hradci Králové v únoru 1993 Pavel Novák kandidoval na předsedu strany. Postoupil do 2. kola, kde jeho soupeřem byl Miloš Zeman. Rakovnické křídlo a centristé okolo Nováka uzavřeli dohodu o vzájemné podpoře, nakonec se ale předsedou ČSSD stal Miloš Zeman, který získal podporu od Mladých sociálních demokratů. Pavel Novák se stal 1. místopředsedou ČSSD a podílel se na stabilizaci strany. V roce 1995 z vrcholné politiky ze zdravotních důvodů odešel. O dva roky později podlehl nemoci.